# Staats-Opper-Gelre
Staats-Opper-Gelre ontstond toen in 1713, aan het einde van de Spaanse Successieoorlog, bij de Vrede van Utrecht en vervolgens in 1715 bij het Barrièretraktaat, een deel van Opper-Gelre als een nieuw generaliteitsland aan de Republiek der Zeven Verenigde Nederlanden toegevoegd werd.
Het was een klein gebied met de stad Venlo met het Fort Sint-Michiel en verder zuidelijk de gemeenten (schepenbanken) Beesel en Belfeld, Echt, Laak (bij Echt), Linne, Montfort, Nieuwstadt, Ohé, Sint Odiliënberg, Stevensweert en Vlodrop.
Na de Franse inval in 1794 werden de landen van Staats-Opper-Gelre in 1795 volledig opgenomen in het Franse departement Nedermaas.